# Altai-Urianchai
Altain Urianchai (ᠠᠯᠲᠠᠢ ᠶᠢᠨ

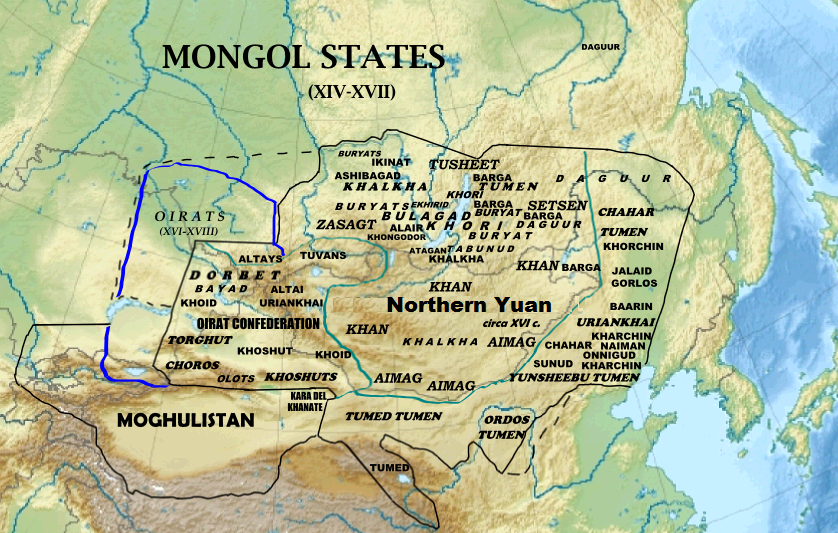
Verbreitung der Altain Urianchai.

ᠤᠷᠢᠶᠠᠩᠬᠠᠢ, mongolisch Алтайн Урианхай, auch: Altai Uriankhai, Altai-yn Urianhai; chinesisch 阿爾泰烏梁海, Pinyin Ā'ěrtài Wūliánghǎi) sind ein mongolischer Stamm aus dem Altai-Gebirge. Sie wurden während der Qing-Dynastie geformt. Heute bilden sie eine Untergruppe in der westlichen Mongolei und im östlichen Xinjiang.

## Geschichte

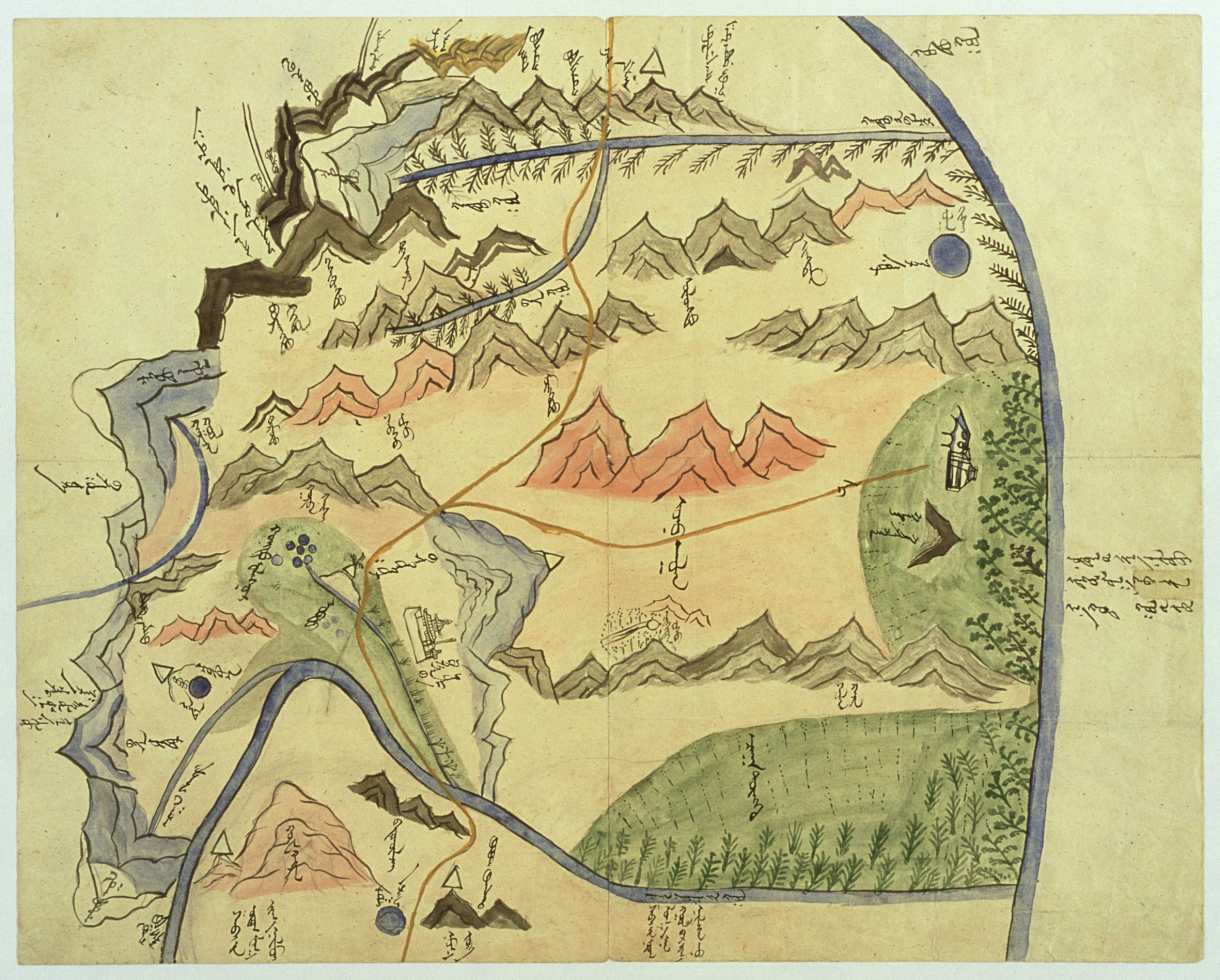
Karte des Jütgelt Gün Hoshuu (Banner) der Altai Urianchai im Westen der Mongolei.

Das Volk der Uriyangkhai (Uriankhai) erschien erstmals im 7. Jahrhundert als eines der Völker in der Mongolei (Legende der Erkune Kun). Die mongolische Bezeichnung „Uriankhai“ (Uriyangkhai) wurde dabei auf alle Samojeden, Turkvölker oder Mongolvölker im Nordwesten der Mongolei im 7. Jahrhundert gebraucht. Die Uriyangkhai in diesem Sinn wurde zuerst von den Khotgoid (Хотгойд), Chalcha und dann von den Dzungaren (Зүүнгар) unterworfen.
Mitte des 14. Jahrhunderts lebten sie im Gebiet der Provinz Liaoyang des modernen China. Nach einer Rebellion der nördlichen Uriankhai wurden sie von Dayan Khan 1538 erobert und größtenteils an die nördlichen Chalcha angegliedert.
Die zweite Gruppe der Uriankhai („Uriankhai des Chentii-Gebirges“) lebte in der Zentral-Mongolei. Sie wanderten ab Anfang des 16. Jahrhunderts in das Gebiet des Altai ein. Einige Gruppen zogen in der Zeit der Nördlichen Yuan-Dynastie (1368–1691) in die Chöwsgöl-Provinz.
Mit dem Fall des Dsungaren-Khanats organisierte die Qing-Dynastie 1757 ihre nördlichen Grenzen als eine Reihe von Uriankhai-Bannern: Khövsgöl Nuur Uriyangkhai (Chöwsgöl Nuur), Tannu Uriankhai (Tuwa), Kemchik, Salchak und Toju, sowie Altan-nuur Uriyangkhai.
In der Gebirgsregion des Altai wurden sieben Altai Uriankhai Banner aufgestellt und auf zwei Flügel verteilt, die den Amban der Qing unterstellt waren. Ihr Territorium umfasste de Osten der Chowd-Provinz und die Chöwsgöl-Provinz. Der größte Teil der Bevölkerung waren Oiraten mit oiratisschen, burjatischen, oder mongolischen Clan-Namen, sowie einige Tuwinen.
Im Nachgang der Dunganenaufstände (1864–77) wanderten Kasachen in das Territorium der Altai Uriankhai ein. 1906 übertrugen die Qing das Altai Uriankhai Banner von der Jurisdiktion von Chowd auf die neue Altai Region mit ihrem Hauptort Chenghua (heute: Altay). 1913 wurde der Distrikt zwischen dem Bogd Khanat der Mongolei (ᠪᠣᠭᠳᠠ
ᠬᠠᠭᠠᠨᠲᠤ
ᠮᠣᠩᠭᠣᠯ
ᠤᠯᠤᠰ, Богд хаант Монгол Улс; 博克多汗國) und der chinesischen Provinz Xinjiang aufgeteilt, wodurch einige Uriankhai in den äußersten Nordwesten von Xinjiang eingegliedert wurden. Die Altai Uriankhai in der Mongolei wurden an die Dürbeten angegliedert. Die Altai Uriankhai und die Kasachen bildeten jedoch 1940 die Bajan-Ölgii-Aimag.

## Persönlichkeiten
- Damchaa B, Filmschauspieler und Spezialist für Esperanto in der Mongolei.